# 匂坂春平
匂坂 春平（さきさか しゅんぺい、1883年〈明治16年〉1月30日 – 1953年〈昭和28年〉8月19日）は、日本の陸軍法務官（1942年以降は陸軍法務部将校）。最終階級は陸軍法務中将。五・一五事件、二・二六事件に関する軍法会議において主席検察官を務めた人物として知られる。

## 経歴

### 法務官として
1883年（明治16年）、静岡県生まれ。1904年（明治35年）に明治法律学校（現在の明治大学）を卒業し、司法官試補となる。なお、匂坂と同期で司法官試補になった人物として、後に同じく二・二六事件にて審理に携わった小川關治郎法務官がいた｡
1932年（昭和7年）に第1師団法務部長に着任する。1933年（昭和8年）陸軍省法務局局員となり、1936年（昭和11年）には東京陸軍軍法会議法務官を兼務する。
1938年（昭和13年）には関東軍法務部長へ転じ、1942年（昭和17年）に法務訓練所長を経て、1945年（昭和20年）4月に予備役に編入される。また、1947年（昭和22年）には「勅任陸軍法務官」であったことから公職追放を受ける。1953年（昭和28年）に自宅で脳溢血により死去する。

### 裁判資料の発見
匂坂が残した軍法会議の裁判資料630点は、息子の哲郎により自宅で保管されていたが、1987年（昭和62年）になって初めて公表され、澤地久枝らの校訂により角川書店から全8巻（『匂坂資料　検察秘録五・一五事件』『匂坂資料　検察秘録二・二六事件』）が出版された。
また、1988年（昭和63年）にNHK特集『二・二六事件 消された真実―陸軍軍法会議秘録』（ディレクターは中田整一）において、その内容が紹介される。匂坂が残した資料は、現在は国立国会図書館に譲渡・保管されている。

### 関連文献
- 澤地久枝『雪はよごれていた － 昭和史の謎二・二六事件最後の秘録』日本放送出版協会、1988年。